# Luigi Balzan
Pour les articles homonymes, voir Balzan (homonymie).
Luigi Balzan, né le 30 janvier 1865 à Badia Polesine et mort le 26 septembre 1893 à Padoue, est un explorateur et naturaliste italien.

## Biographie
Originaire du Piémont, il est le fils de propriétaires terriens ruinés. Jeune, il part à l'aventure en Argentine pour y tenter de gagner sa vie. Il exerce alors divers métiers avant de devenir professeur de sciences naturelles à Asuncion au Paraguay. Il y demeure cinq années et y fréquente des naturalistes. 
Ayant obtenu une bourse de voyage de la Société de géographie italienne, il explore la Bolivie de 1891 à 1893 et meurt brutalement à son retour, victime de la malaria contractée lors de son voyage.

## Publications
- Textes publiés dans Jean-Claude Roux et Alain Gioda, Luigi Balzan : des Andes à l'Amazonie, 1891-1893, éditions de l'IRD-Gingko, Paris, 2006 :
  - De Asunción à La Paz, Bolletino della Societa geografica italiana no 4, 1891, p. 452-580
  - De La Paz a Irupana, Bolletino della Societa geografica italiana no 4, 1891, p. 725-737
  - De Irupana a Covendo, Bolletino della Societa geografica italiana no 28, 1891, p. 911-929
  - De Covendo a Reyes, Bolletino della Societa geografica italiana no 29, 1892, p. 232-261
  - De Reyes a Villabella, Bolletino della Societa geografica italiana no 29, 1892, p. 570-594
  - De Villabella a Trinidad, Bolletino della Societa geografica italiana no 31, 1894, p. 61-74
  - De Trinidad a Santa Cruz, Bolletino della Societa geografica italiana no 31, 1894, p. 695-710
- Voyage de M. E. Simon au Venezuela (décembre 1887 - avril 1888), 16e mémoire (1) Arachnides. Chernetes (Pseudoscorpiones), Annales de la Société Entomologique de France, vol. 60, 1992, p. 497-552

## Reconnaissance
Une espèce de serpent, Atractus balzani, a été nommée en son honneur.